# Mandriá (Pafos)
Mandriá är en ort i Cypern. Den ligger i distriktet Pafos, i den sydvästra delen av landet, 90 km sydväst om huvudstaden Nicosia. Mandriá ligger 38 meter över havet och antalet invånare är 360. Den ligger på ön Cypern.
Terrängen runt Mandriá är kuperad åt nordost, men söderut är den platt. Havet är nära Mandriá söderut.Närmaste större samhälle är Pafos, 12,0 km nordväst om Mandriá.